# إلباهاوس
إلباهاوس، هي شركة ذات شراكة مقسّمة بالتساوي بين وزارة النقل العراقية وعائلة «خوري» الأردنية. تأسست الشركة عام 1976  على مساحة 10 هكتارات في مدينة عمّان، الأردن، حيث تعمل بقدرة على تجميع أكثر من 2000 حافلة سنوياً.
تعمل الشركة على بناء جميع هياكل الحافلات باستخدام الأجزاء الميكانيكية والكهربائية. على الرغم من أن الشركة تستخدم علامتها التجارية الخاصة «إلبا» إلا أنها مصرّح لها بتجميع باصات مرسيدس بنز وشاحنات فولفو وشاحنات وباصات مان.
تنتج الشركة الباصات الكبيرة والباصات الخاصة وسيارات الإسعاف وآليات النقل الثقيلة وسيارات الإطفاء.

## وصلات خارجية
- الموقع الرسمي لإلباهاوس
- صُنع في الأردن